# Microrregión de Feira de Santana
La microrregión de Feira de Santana es una de las  microrregiones del estado brasileño de la Bahía perteneciente a la mesorregión  Centro-Norte Baiano. Su población fue estimada en 2005 por el IBGE en 952.878 habitantes y está dividida en 24 municipios. Posee un área total de 12.602,610 km².

## Municipios
- Água Fria
- Anguera
- Antônio Cardoso
- Conceição da Feira
- Conceição do Jacuípe
- Coração de Maria
- Elísio Medrado
- Feira de Santana
- Ipecaetá
- Ipirá
- Irará
- Itatim
- Ouriçangas
- Pedrão
- Pintadas
- Rafael Jambeiro
- Santa Bárbara
- Santa Teresinha
- Santanópolis
- Santo Estêvão
- São Gonçalo dos Campos
- Serra Preta
- Tanquinho
- Teodoro Sampaio

## Economía
Es el más importante centro comercial e industrial del interior de Bahía, destacando el municipio de Feira de Santana, segunda ciudad más grande del estado y que además figura entre los cinco mayores del Brasil en volumen de negocios. Posee un gran número de bovinos y un sector industrial bastante desarrollado.
- Datos: Q1904037